# Itsy Bitsy – Einer spinnt immer
Itsy Bitsy – Einer spinnt immer (Alternativtitel: Itsy Bitsy Spider; Originaltitel: The Itsy Bitsy Spider) ist eine US-amerikanische Zeichentrickserie, die zwischen 1993 und 1996 produziert wurde.

## Handlung
Die Walküre Adrienne wird manchmal hysterisch und hat es nicht immer leicht. Gemeinsam mit ihrem treuen Lebensgefährten, dem bösen orangen Kater Langston, will sie abends Ruhe haben. Allerdings hat sie eine Spinnenphobie und die freche Spinne Itsy sorgt daher öfters für Ärger und Geschrei im Haus. Dabei kommt es zu lustigen Situationen, die familiengerecht erzählt werden.

## Produktion und Veröffentlichung
Die Serie wurde zwischen 1993 und 1996 von Hyperion Pictures in den Vereinigten Staaten produziert. Dabei sind 26 Folgen entstanden.
Die deutsche Erstausstrahlung fand am 24. April 1995 auf Premiere statt. Weitere Ausstrahlungen im deutschsprachigen Fernsehen erfolgten auf RTL II.

## Figuren
- Leslie McGroarty – Ein süßes und verspieltes junges Stadtmädchen mit einer lebhaften Fantasie. Leslie liebt es, mit Jungs herumzuhängen, Rad oder Skateboard zu fahren, Karate zu lernen, Süßigkeiten zu essen und andere jungenhafte Dinge zu tun. Sie ist ein Wildfang. Leslie übt auf ihrer elektrischen Gitarre Rockmusik. Trotz ihrer burschikosen Art hat sie ihre weibliche Seite, wenn sie Ballett tanzt. Leslie hat kurze schwarze Haare. Sie trägt eine runde Brille, ein hellblaues Kleid mit Puffärmeln und einen roten Gürtel, weiße Socken und schwarze Mary-Jane-Schuhe. Leslie hatte die magische Fähigkeit, sich auf Insektengröße zu verkleinern. Sie ist die Protagonistin der Serie.
- Itsy – Eine harmlose Spinne auf dem Land. Er ist Leslie bester Freund. Itsy Bitsy ist auch der Protagonist des Kurzfilms „Itsy Bitsy Spider“ von Matthew O’Callaghan (Regie), der 1992 entstand. Laut der Episode „Miss Muffet Roughs It“ war Itsy ein Baby, das mit seinen Eltern auf dem Land lebte.

## Episodenliste
| Folge | deutscher Titel              |
| 1     | Einer flog übers Spinnennetz |
| 2     | Küchenchaos                  |
| 3     | Karate Kids                  |
| 4     | Eine Frage der Ehre          |
| 5     | Krieg dem Ungeziefer         |
| 6     | Zoff im Einkaufszentrum      |
| 7     | Itsy geht an Bord            |
| 8     | Hals- und Beinbruch          |
| 9     | Starring Itsy                |
| 10    | Pfui Spinne!                 |
| 11    | Achtung, Klassik!            |
| 12    | Basic Insekt                 |
| 13    | Stars in der Manege          |
| 14    | Ein Cowboy auf sechs Beinen  |
| 15    | Geisterstunde                |
| 16    | Kandierte Mandeln            |
| 17    | Sandburgenzauber             |
| 18    | Showtime in Las Vegas        |
| 19    | Deep Space Itsy              |
| 20    | Geheimsache Soße             |
| 21    | Hurra, die Schule brennt!    |
| 22    | Ein tierisches Vergnügen     |
| 23    | Tierische Sensationen        |
| 24    | Tohuwabohu am Bau            |
| 25    | Profi mit Handicap           |
| 26    | Chaos in Bonbonland          |